# Kemp Mill (Maryland)
Kemp Mill es un lugar designado por el censo ubicado en el condado de Montgomery en el estado estadounidense de Maryland. En el año 2010 tenía una población de 12564 habitantes y una densidad poblacional de 2026,45 personas por kilómetro cuadrado.

## Geografía
Kemp Mill se encuentra ubicado en las coordenadas 39°2′2″N 77°1′28″O / 39.03389, -77.02444.

## Demografía
Según la Oficina del Censo, en 2000 los ingresos medios por hogar en la localidad eran de $79 154, y los ingresos medios por familia de $86 327. Los hombres tenían unos ingresos medios de $52 244, frente a los $41 285 de las mujeres. La renta per cápita para la localidad era de $34 570. Alrededor del 4.1 % de la población estaba por debajo del umbral de pobreza.

## Residentes famosos y notables
- Dov S. Zakheim, exsubsecretario adjunto de Defensa para la Planificación y Recursos.
- Richard Joel, actual presidente de la Universidad Yeshiva.
- Azriel Rosenfeld, colaborador pionero en el campo del análisis de imágenes por computadora.
- Lenny Ben-David, exjefe adjunto de misión de Israel (segundo de más alto rango diplomático israelí).
- Sidney Kramer, exsenador del estado de Maryland, exejecutivo del condado de Montgomery.
- Saul Jay Singer, especialista en ética legal.